# Фрейр
Фрейр (також Фрей, давньосканд. Freyr; також Інґві, початково — «пан», «володар») — в германо-скандинавській міфології бог плодючості та літа. Походить з роду ванів, син вана Ньйорда та велетунки Скаді. Батько Фрейра Ньйорд, зі свого боку, — названий син Одіна, залишений ванами в Асґарді заручником після підписання миру між асами та ванами. У Фрейра є сестра-близнючка — Фрея.
Фрейру підвладне сонячне світло, він посилає людям багаті врожаї. Фрейр мало поступається в красі самому Бальдрові й такий же добрий, як і його батько Ньйорд. Він не любить воєн та сварок, є поборником миру на землі як поміж окремими людьми, так і між цілими народами. Священною твариною Фрейра є кабан. У легендах зазначається, що Фрейр отримав від Дваліна корабель Скідбладнір, а від Сіндрі (Ейтрі) — вепря Ґуллінбурсті.
Руна Інґуз — руна Бога Фрейра. Див. (Руни Одіна).
З іменем Фрейра пов'язано назву п'ятниці в мовах германської групи (англ. Friday, нім. Freitag тощо).
Від імені Фрейра Інґві походить багато германських імен: Інґвар, Інґмар, Інґеборґа, Інґрід тощо.
Інґві — родоначальник династії Інґлінґів.